# Unterseeboot 297
 (janvier 2018).
Améliorez-le ou discutez des points à vérifier. 
Le Unterseeboot 297 (ou U-297) est un sous-marin allemand (U-Boot) de type VII.C/41,utilisé par la Kriegsmarine (marine de guerre allemande) pendant la Seconde Guerre mondiale.

## Historique
Mis en service le 17 novembre 1943, l'Unterseeboot 297 reçoit sa formation de base à Danzig en Pologne au sein de la 8. Unterseebootsflottille jusqu'au 31 octobre 1944, puis l'U-297 rejoint sa formation de combat au sein de la 11. Unterseebootsflottille à Bergen en Norvège.
En vue de la préparation à sa première patrouille, l'U-297 quitte le port de Kiel sous les ordres de l'Oberleutnant zur See Wolfgang Aldegarmann le 11 novembre 1944 et rejoint Horten en Norvège, 8 jours plus tard, le 18 novembre 1944.
Il réalise sa première patrouille en quittant Horten le 25 novembre 1944. Après 12 jours en mer, l'U-297 est coulé le 6 décembre 1944 dans l'Atlantique Nord à 16 milles marins (26 km) de Yesnaby (îles Orcades) à la position géographique approximative  de 58° 44′ N, 4° 29′ O par six charges de profondeur lancées d'un hydravion Short S.25 Sunderland britannique (Squadron 201). 
Les cinquante membres d'équipage meurent dans cette attaque,
En mai 2000, les journaux britanniques signalent la découverte de l'U-297 à environ 16 milles à l'ouest des îles Orcades par les plongeurs Ian Trumpness et Kevin Heath de Stromness.
L'U-297 repose à 285 pieds (87 m) de profondeur. Il est équipé d'un schnörchel

## Affectations successives
- 8. Unterseebootsflottille à Danzig du 17 novembre 1943 au 31 octobre 1944 (entrainement)
- 11. Unterseebootsflottille à Bergen du 1er novembre au 6 décembre 1944 (service actif)

## Commandement
- Oberleutnant zur See Wolfgang Aldegarmann du 17 novembre 1943 au 6 décembre 1944

## Patrouilles
|       | Commandant                 | Départ           | Départ | Arrivée          | Arrivée | Jours    | Succès |
| ----- | -------------------------- | ---------------- | ------ | ---------------- | ------- | -------- | ------ |
|       | Oblt. Wolfgang Aldegarmann | 11 novembre 1944 | Kiel   | 18 novembre 1944 | Horten  | 8 jours  |        |
| 1     | Oblt. Wolfgang Aldegarmann | 25 novembre 1944 | Horten | 6 décembre 1944  | Coulé   | 12 jours |        |
| Total | Total                      | Total            | Total  | Total            | Total   | 20 jours | 0 t    |

Note : Oblt. = Oberleutnant zur See

### Opérations Wolfpack
L'U-297 n'a pas opéré avec les Wolfpacks (meute de loups) durant sa carrière opérationnelle.

## Navires coulés
L'Unterseeboot 297 n'a ni coulé, ni endommagé de navire ennemi au cours de l'unique patrouille (12 jours en mer) qu'il effectua.

### Source et bibliographie
- (en) Cet article est partiellement ou en totalité issu de l’article de Wikipédia en anglais intitulé « German submarine U-297 » (voir la liste des auteurs).
- Chris Bishop, historien militaire (trad. de l'anglais par Christian Muguet), Les sous-marins de la Kriegsmarine : 1939-1945 : le guide d'identification des sous-marins [« The spellmount submarine identification guide : Kriegsmarine U-boats 1939-1945 »], Paris, Éd. de Lodi, 2008, 192 p. (ISBN 978-2-84690-327-1, OCLC 470721805, BNF 41298980)